# Acadèmia Americana de les Arts i les Lletres
L'Acadèmia Americana de les Arts i les Lletres, en anglès: American Academy of Arts and Letters, és una societat honorífica de 250 membres que té com a objectiu "fomentar, ajudar i mantenir l'excel·lència" en la literatura, la música i l'art nord-americà. Situada al barri de Washington Heights, a Manhattan, a la ciutat de Nova York, comparteix Audubon Terrace, un complex a Broadway entre els carrers West 155th i 156th, amb la Hispanic Society of America i el Boricua College.
Les galeries de l’acadèmia estan obertes al públic. Les exposicions inclouen una exposició anual de pintures, escultures, fotografies i obres en paper d’artistes contemporanis nominats pels seus membres, i una exposició anual d’obres de membres recentment elegits i que reben distincions i guardons. El 2014 es va inaugurar una exposició permanent de l'estudi recreat del compositor Charles Ives.
L’auditori és apreciat per músics i enginyers que volen gravar en directe, ja que l’acústica és considerada una de les millors de la ciutat. S'hi han realitzat centenars d'enregistraments comercials.

## No s'ha de confondre amb
- United States National Academy of Sciences
- Academy of Motion Picture Arts and Sciences
- Acadèmia Americana de les Arts i les Ciències
- American Association for the Advancement of Science
- World Academy of Art and Science
- National Academy of Recording Arts and Sciences